# Festival international du film d'Antalya 2018
Le Festival international du film d'Antalya 2018, la 55e édition du festival, s'est déroulé du 29 septembre au 5 octobre 2018.

## Déroulement et faits marquants
L'Orange d'or est décernée à Trois visages de Jafar Panahi, le prix du meilleur réalisateur à Hirokazu Kore-eda pour Une affaire de famille, le prix de la meilleure actrice à Samal Yeslyamova pour Ayka, le prix du meilleur acteur à Zain Al Rafeea pour Capharnaüm et le prix spécial du jury à Kailash de Derek Doneen.

## Jury

### Jury Atlas
- Vivian Qu, réalisatrice
- Tuğba Ünsal, actrice
- Maurizio Braucci, scénariste
- Fatma El Remaihi, présidente du comité exécutif du Doha Film Institute
- Călin Peter Netzer, réalisateur

## Sélection

### Compétition
- Une affaire de famille (万引き家族, Manbiki kazoku?) de Hirokazu Kore-eda  Japon
- Ayka de Sergey Dvortsevoy  Russie  Kazakhstan
- Planetree (Çınar) de Mustafa Karadeniz  Turquie
- Les Oiseaux de passage (Pájaros de verano) de Cristina Gallego et Ciro Guerra  Colombie
- Kailash de Derek Doneen  États-Unis
- Capharnaüm de Nadine Labaki  Liban
- Cold War (Zimna wojna) de Paweł Pawlikowski  Pologne
- Trust de Sefa Öztürk  Turquie
- Trois visages de Jafar Panahi  Iran
- La noche de 12 años de Álvaro Brechner  Argentine  Uruguay

### Film d'ouverture
- Everybody Knows (Todos Lo Saben)  de Asghar Farhadi  France  Espagne  Italie

### Film de clôture
- L'Homme qui tua Don Quichotte (The Man Who Killed Don Quixote) de Terry Gilliam  Espagne  France  Belgique  Portugal

### Films pour jeune public
- Le Ballon blanc de Jafar Panahi  Iran
- Capt'n Sharky de Jan Stoltz et Hubert Weiland  Allemagne
- Sur le chemin de l'école de Pascal Plisson  France

### RétrospectiveCem Yılmaz
- Everything's Gonna Be Great (Her Şey Çok Güzel Olacak)
- La Saison de la chasse (Av Mevsimi)
- Coming Soon (Pek Yakında)
- Arif v 216

### RétrospectiveFerzan Özpetek
- Hammam, le bain turc
- Rosso Istanbul
- Stranger in My Pocket

## Palmarès

### Compétition
- Orange d'or du meilleur film : Trois visages de Jafar Panahi.
- Meilleur réalisateur : Hirokazu Kore-eda pour Une affaire de famille.
- Meilleure actrice : Samal Yeslyamova pour Ayka.
- Meilleur acteur : Zain Al Rafeea pour Capharnaüm.
- Prix spécial du jury : Kailash de Derek Doneen.
- Prix du public : Les Oiseaux de passage de Cristina Gallego et Ciro Guerra .
- Prix du jury jeune : Capharnaüm de Nadine Labaki.